# Martin Neukom
Martin Neukom, né le 7 juillet 1986 à Winterthour (originaire de Rafz), est une personnalité politique suisse du canton de Zurich, membre des Verts.
Il est conseiller d'État depuis mai 2019.

## Biographie
Martin Neukom naît le 7 juillet 1986 à Winterthour. Il est originaire d'une autre commune zurichoise, Rafz. Son père se prénomme Thomas, sa mère Lili. Il a une sœur aînée, Susanne, juriste dans le canton de Schwytz, et une sœur cadette, Claudia, ingénieure civile à Winterthour.
Il grandit à Winterthour avec ses sœurs. Après un apprentissage de dessinateur technique achevé en 2006, il étudie la mécatronique à l'Université des sciences appliquées de Zurich. Il y obtient son diplôme en 2009 et y exerce pendant deux ans la fonction d'assistant à l'Institut de physique assistée par ordinateur. Il travaille ensuite de 2011 à 2016 pour Fluxim, une entreprise qui développe notamment des instruments de mesure pour les panneaux solaires. En 2016, il obtient un master en systèmes d'énergie solaire à l'Université de Fribourg-en-Brisgau, puis en 2019 un doctorat de l'Université d'Augsbourg avec un thèse portant sur les panneaux solaires de troisième génération,,.
Très engagé dans sa jeunesse au sein des Unions chrétiennes suisses (de), il y reçoit le surnom de « Galax » en raison de son intérêt pour les questions relatives à l'Univers.
Il habite à Winterthour.

## Parcours politique
Préoccupé par le réchauffement climatique, il adhère aux Jeunes verts en 2005, à l'âge de 19 ans. Il préside le parti au niveau suisse de 2008 à 2012. Il y défend notamment l'initiative anti-4x4 (de).
Il siège au Conseil cantonal de Zurich du 7 avril 2014, date à laquelle il remplace Martin Geilinger, au 5 mai 2019. Il y représente la circonscription de la ville de Winterthour.
Il crée la surprise, en décrochant en 2019 la sixième place à l'élection au Conseil d'État zurichois, au détriment du second siège du Parti libéral-radical. Il y reprend la direction des travaux publics le 6 mai 2019,.
En mars 2022, il annonce qu'il est candidat à sa réélection. Il est réélu en quatrième position le 12 février 2023.